# ابن الأثير الجزري
أبو الحسن عز الدين علي بن مُحمَّد بن مُحمَّد بن عبد الكريم بن عبد الواحد الجَزَري الموصلِّي الشيباني (4 جمادى الأولى 555 - شعبان 630 هـ / 12 مايو 1160 - يونيو 1233 م) المعروف اختصارًا باسم ابن الأثير الجَزَري أو ابن الأثير، هو عالمٌ مُسلم ومُؤرخ نسَّابة ومُحدث وإخباري وأديب يُعد من أبرز المؤرخين المسلمين العرب.
عاصر ابن الأثير الخلافة العبَّاسية في أواخر عهدها زمن الخليفة منصور المستنصر بالله (1226-1242)، وعاصر فترة السُّلطان صلاح الدين الأيُّوبي وتحرير بيت المقدس من الصَّليبيين، بالإضافة إلى الاجتياح المغولي لخوارزم والأحداث الدامية التي ضربت منطقة المشرق الإسلامي، وقد ألَّف كتابًا سماه الكامل في التاريخ، والذي يشمل أول الزَّمان حتى وفاته، ليكون من أهم الكُتُب التي دوَّنت لحظات هامَّة وبشكلٍ تفصيلي قائم على التسلسل الزمني في التاريخ الإسلامي.

## نشأته

### نسبه
هو عز الدين علي بن مُحمَّد بن مُحمَّد بن عبد الكريم بن عبد الواحد الجَزَري الموصلي الشيباني من قبيلة بكر بن وائل من ربيعة العدنانيَّة.

### مولده ونشأته
ولد ابن الأثير في جزيرة ابن عمر في أعالي الجزيرة الفراتية (جنوب شرق تركيا المُعاصرة) في الرَّابع من جُمادى الأولى سنة 555 هـ / 12 مايو 1160 م، وقد عني أبوه بتعليمه، فحفظ القرآن الكريم، وتعلم مبادئ القراءة والكتابة، ورحل إلى الموصل بعد أن انتقلت إليها أسرته، فسمع الحديث من أبي الفضل عبد الله بن أحمد، وأبي الفرج يحيى الثقفي، وكان ينتهز فرصة خروجه إلى الحج، فيعرج على بغداد ليسمع من شيوخها الكبار، من أمثال أبي القاسم يعيش بن صدقة الفقيه الشافعي، وأبي أحمد عبد الوهّاب بن علي الصدمي. ورحل إلى دمشق، وتعلم من شيوخها وعلمائها واستمع إلى كبار فقهاء الشام واستمر فترة من الزمن، ثم عاد إلى الموصل ولزم بيته منقطعا للتأليف والتصنيف. وهو أخو اللُّغوي مجد الدين المُبارك، والوزير ضياءُ الدين الكاتب.

## ثقافته
في رحلته الطويلة لطلب العلم وملاقاة الشيوخ، والأخذ منهم، درس ابن الأثير الحديث والفقه والأصول والفرائض والمنطق والقراءات؛ لأن هذه العلوم كان يجيدها الأساتذة المبرزون ممن لقيهم ابن الأثير، غير أنه اختار فرعين من العلوم وتعمق في دراستهما هما: الحديث والتاريخ، حتى أصبح إماما في حفظ الحديث ومعرفته وما يتعلق به، حافظا للتواريخ المتقدمة والمتأخرة، خبيرا بأنساب العرب وأيامهم وأخبارهم، عارفًا بالرجال وأنسابهم لا سيما الصحابة.
وعن طريق هذين العلمين بنى ابن الأثير شهرته في عصره، وإن غلبت صفة المؤرخ عليه حتى كادت تحجب ما سواها. والعلاقة بين التخصصين وثيقة جدا؛ فمنذ أن بدأ التدوين ومعظم المحدثين العظام مؤرخون كبار، نأخذ مثلا الإمام الطبري، فهو يجمع بين التفسير والفقه والتاريخ، والإمام الذهبي كان حافظا متقنا، وفي الوقت نفسه كان مؤرخا عظيما، وكذلك كان الحافظ ابن عساكر بين هاتين الصفتين، والأمثلة كثيرة يصعب حصرها.
قال ابن خلكان: كان بيته بالموصل مجمع الفضلاء، اجتمعت به بحلب فوجدته مكملا في الفضائل والتواضع وكرم الأخلاق، فترددت إليه وكان الخادم أتابك طغرل قد أكرمه وأقبل عليه بحلب.
وحدث عنه ابن الدبيثي، والقوصي، ومجد الدين ابن العديم وأبوه في (تاريخ حلب) وحدثنا عنه أبو الفضل بن عساكر، وأبو سعيد القضائي.

## مؤلفاته
وقد توافرت لابن الأثير المادة التاريخية التي استعان بها في مصنفاته، بفضل صلته الوثيقة بحكام الموصل، وأسفاره العديدة في طلب العلم، وقيامه ببعض المهام السياسية الرسمية من قبل صاحب الموصل، ومصاحبته صلاح الدين في غزواته، (وهو ما يسر له وصف المعارك كما شاهدها)، ومدارسته الكتب وإفادته منها، ودأبه على القراءة والتحصيل، ثم عكف على تلك المادة الهائلة التي تجمعت لديه يصيغها ويهذبها ويرتب أحداثها حتى انتظمت في أربعة مؤلفات، فجعلت منه أبرز المؤرخين المسلمين بعد الطبري وهذه المؤلفات هي:
- الكامل في التاريخ، وهو في التاريخ العام.
- التاريخ الباهر في الدولة الأتابكية، وهو في تاريخ الدول، ويقصد بالدولة الأتابكية.
- أسد الغابة في معرفة الصحابة، وهو في تراجم الصحابة.
- اللباب في تهذيب الأنساب[7]، وهو في الأنساب.

وبذلك يكون ابن الأثير قد كتب في أربعة أنواع من الكتابة التاريخية.

### الكامل في التاريخ
وهو تاريخ عام في 12 مجلدًا، منذ الخليقة وابتداء أول الزمان حتى عصره، حيث انتهى عند آخر سنة 628 هـ أي إنه يعالج تاريخ العالم القديم حتى ظهور الإسلام، وتاريخ العالم الإسلامي منذ ظهور الإسلام حتى عصره، والتزم في كتابه بالمنهج الحولي في تسجيل الأحداث، فهو يسجل أحداث كل سنة على حدة، وأقام توازنًا بين أخبار المشرق والمغرب وما بينهما على مدى سبعة قرون وربع قرن، وهو ما أعطى كتابه طابع التاريخ العام أكثر أي تاريخ عام لغيره، وفي الوقت نفسه لم يهمل الحوادث المحلية في كل إقليم، وأخبار الظواهر الجوية والأرضية من غلاء ورخص، وقحط وأوبئة وزلازل.
ولم يكن ابن الأثير في كتابه ناقل أخبار أو مسجل أحداث فحسب، وإنما كان محللا ممتازا وناقدا بصيرا؛ حيث حرص على تعليل بعض الظواهر التاريخية ونقد أصحاب مصادره، وناقش كثيرا من أخبارهم، وتجد لديه النقد السياسي والحربي والأخلاقي والعملي يأتي عفوا بين ثنايا الكتاب، وهو ما جعل شخصيته التاريخية واضحة تماما في كتابة على الدوام.
وتعود أهمية الكتاب إلى أنه استكمل ما توقف عنده تاريخ الطبري في سنة 302 هـ وهي السنة التي انتهى بها كتابه، فبعد الطبري لم يظهر كتاب يغطي أخبار حقبة تمتد لأكثر من ثلاثة قرون، كما أن الكتاب تضمن أخبار الحروب الصليبية مجموعة متصلة منذ دخولهم في سنة 491 هـ حتى سنة 628 هـ، كما تضمن أخبار الزحف التتري على المشرق الإسلامي منذ بدايته في سنة 616 هـ. وقد كتب ابن الأثير تاريخه بأسلوب نثري مرسل لا تكلف فيه، مبتعدا عن الزخارف اللفظية والألفاظ الغريبة، معتنيا بإيراد المادة الخبرية بعبارات موجزة واضحة.
وهو كتاب جمع ابن الأثير فيه كل الحوادث التي حصلت في تلك الفترة.

### أسد الغابة في معرفة الصحابة
وموضوع هذا الكتاب هو الترجمة لصحابة الرسول صلى الله عليه وسلم الذين حملوا مشعل الدعوة، وساحوا في البلاد، وفتحوا بسلوكهم الدول والممالك قبل أن يفتحوها بالطعن والضرب. وقد رجع ابن الأثير في هذا الكتاب إلى مؤلفات كثيرة، اعتمد منها أربعة كانت عُمُدًا بالنسبة له، هي: معرفة الصحابة لأبي نعيم، والاستيعاب في معرفة الأصحاب لابن عبد البر، ومعرفة الأصحاب لابن منده، والذيل على معرفة الأصحاب لابن منده.
وقد اشتمل الكتاب على ترجمة 7554 صحابيا وصحابية تقريبا، يتصدره توطئة لتحديد مفهوم الصحابي؛ حتى يكون القارئ على بينة من أمره. والتزم في إيراد أصحابه الترتيب الأبجدي، ويبتدئ ترجمته للصحابي بذكر المصادر التي اعتمد عليها، ثم يشرع في ذكر اسمه ونسبه وهجرته إن كان من المهاجرين، والمشاهد التي شهدها مع الرسول صلى الله عليه وسلم إن وجدت، ويذكر تاريخ وفاته وموضعها إن كان ذلك معلوما، وقد طبع الكتاب أكثر من مرة.

## وفاته
ظل ابن الأثير بعد رحلاته مقيما في الموصل، منصرفا إلى التأليف، عازفا عن المناصب الحكومية، متمتعا بثروتهِ التي جعلته يحيا حياة كريمة، جاعلا من داره ملتقى للطلاب والزائرين حتى توفي في شعبان 630هـ، وكان قبره موجود في الموصل منفرداً وقد أزيلت المقبرة وبقي قبره وسط الشارع في باب سنجار. ثم أزيلت معالم القبر وهدم في فترة حكم تنظيم داعش لمدينة الموصل عام 2014.